# Apamea unita
Apamea unita är en fjärilsart som beskrevs av Smith 1904. Apamea unita ingår i släktet Apamea och familjen nattflyn. Inga underarter finns listade i Catalogue of Life.